# Nikolay Fyodorovich Makarov

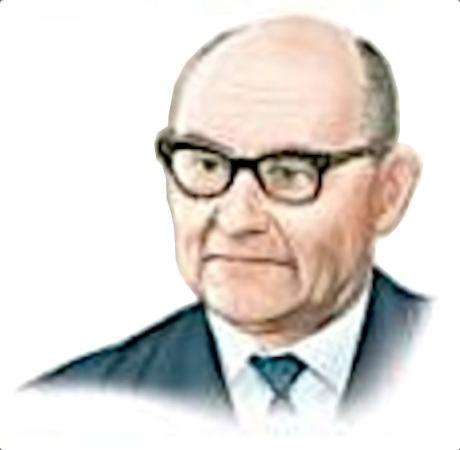
Nikolay Makarov.

Nikolay Fyodorovich Makarov (22 de maio de 1914 Sassovo, Império Russo — 13 de maio de 1988 (73 anos) Tula, União Soviética), foi um projetista de armas de fogo soviético, que ficou notabilizado por sua "pistola Makarov".

## Biografia
Makarov nasceu em 22 de maio de 1914 na aldeia de Sassovo no seio da família de um ferroviário. Em 1936, ele se matriculou no Instituto de Mecânica de Tula. No início da invasão alemã, ele estava se preparando para sua formatura. Ele foi rapidamente qualificado como engenheiro e enviado para a "Zagorski Machine Works" (atualmente em Sergiev Posad). A planta logo foi evacuada para o Oblast de Kirov. 
Em 1944, Makarov retornou a Tula e se formou no Instituto de Mecânica de Tula com honras, casando-se nesse mesmo ano. Em 1945, ele participou de uma competição de design de pistola que visava encontrar um substituto para a pistola Tokarev TT e para o revólver Nagant M1895 (a pistola estava em uso desde 1930 e o revólver desde o final da década de 1800). O trabalho de Makarov, que fazia uso de alguns elementos da Walther PP, venceu a competição e foi adotado pelo exército em 1951. 
Makarov continuou projetando armas de fogo em Tula até sua aposentadoria em 1974. Mais tarde, ele foi eleito para o Soviete dos Deputados dos Trabalhadores em Tula Oblast, e foi escolhido como membro do conselho da sociedade científica e tecnológica Mashprom. Makarov morreu em 13 de maio de 1988 em consequência do sétimo infarto e foi sepultado no 1º Cemitério Municipal de Tula.

## Principais projetos
- Pistola Makarov

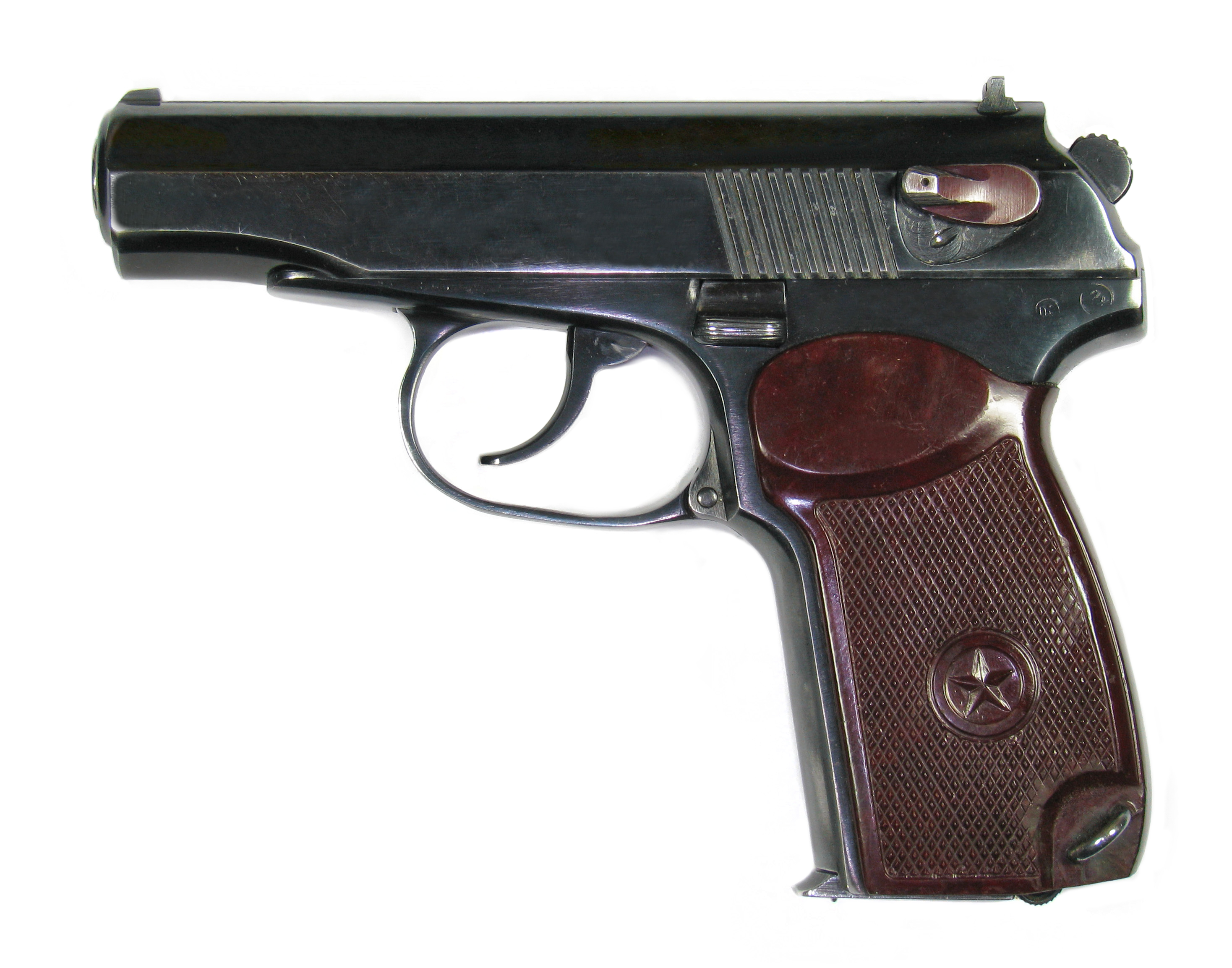
A Pistola Makarov.

- Afanasev Makarov AM-23 em conjunto com Nikolai Afanasyev
- 9K111 Fagot
- 9M113 Konkurs

## Premiações
- Prêmio Estatal da URSS
- Ordem da Bandeira Vermelha do Trabalho
- Ordem de Lenin
- Herói do Trabalho Socialista